# Vertigo hinkleyi
Vertigo hinkleyi är en snäckart som beskrevs av Henry Augustus Pilsbry 1921. Vertigo hinkleyi ingår i släktet Vertigo och familjen puppsnäckor. Inga underarter finns listade i Catalogue of Life.